# NGC 7706
NGC 7706 је лентикуларна галаксија у сазвежђу Рибе која се налази на NGC листи објеката дубоког неба.
Деклинација објекта је + 4° 57' 53" а ректасцензија 23h 35m 10,4s. Привидна величина (магнитуда) објекта NGC 7706 износи 13,3 а фотографска магнитуда 14,3. NGC 7706 је још познат и под ознакама UGC 12686, MCG 1-60-6, CGCG 407-15, PGC 71817.